# Železniška postaja Slovenska Bistrica
Železniška postaja Slovenska Bistrica je ena izmed železniških postaj v Sloveniji, ki leži v bližini Črešnjevca. Od Slovenske Bistrice je oddaljena približno 4 km. Zaradi tega so leta 1908 od te postaje zgradili odcep v samo Slovensko Bistrico. Da ne bi prihajalo do nesporazumov, so postajo preimenovali v Črešnjevec. Po ukinitvi lokalne proge leta 1966 so postajo preimenovali nazaj v Slovenska Bistrica.
Postaja ima tri glavne tire (tir 2, tir 3, tir 4), po katerih se odvija promet potniških in tovornih vlakov in več stranskih tirov. Potniki vstopajo in izstopajo v vlake na peronu, ki je umeščen med tiroma 3 in 4. Stranski tiri so namenjeni nakladanju tovora.
Zavarovanje postaje je izvedeno z elektronsko signalnovarnostno napravo. 

## Storitve
- Prodaja vozovnic
- Čakalnica
- WC sanitarije
- Parkirišče
- Pokrito parkirišče za kolesa
- Komplet kolesarskega orodja

## Mobilnost
- Stopnišče za dostop do peronov
- Dvigalo za dostop do peronov
- Parkirna mesta za invalide

## Prometne povezave
- Avtobusno postajališče